# BC Lietkabelis
O BC Lietkabelis (em lituano:  Krepšinio Klubas Lietkabelis) é um clube profissional de basquetebol sediado na cidade de Panevėžys, Lituânia que atualmente disputa a Liga Lituana. Foi fundado em 1964 e manda seus jogos na Cido Arena que possui capacidade de 5.656 espectadores.

## Temporada por Temporada

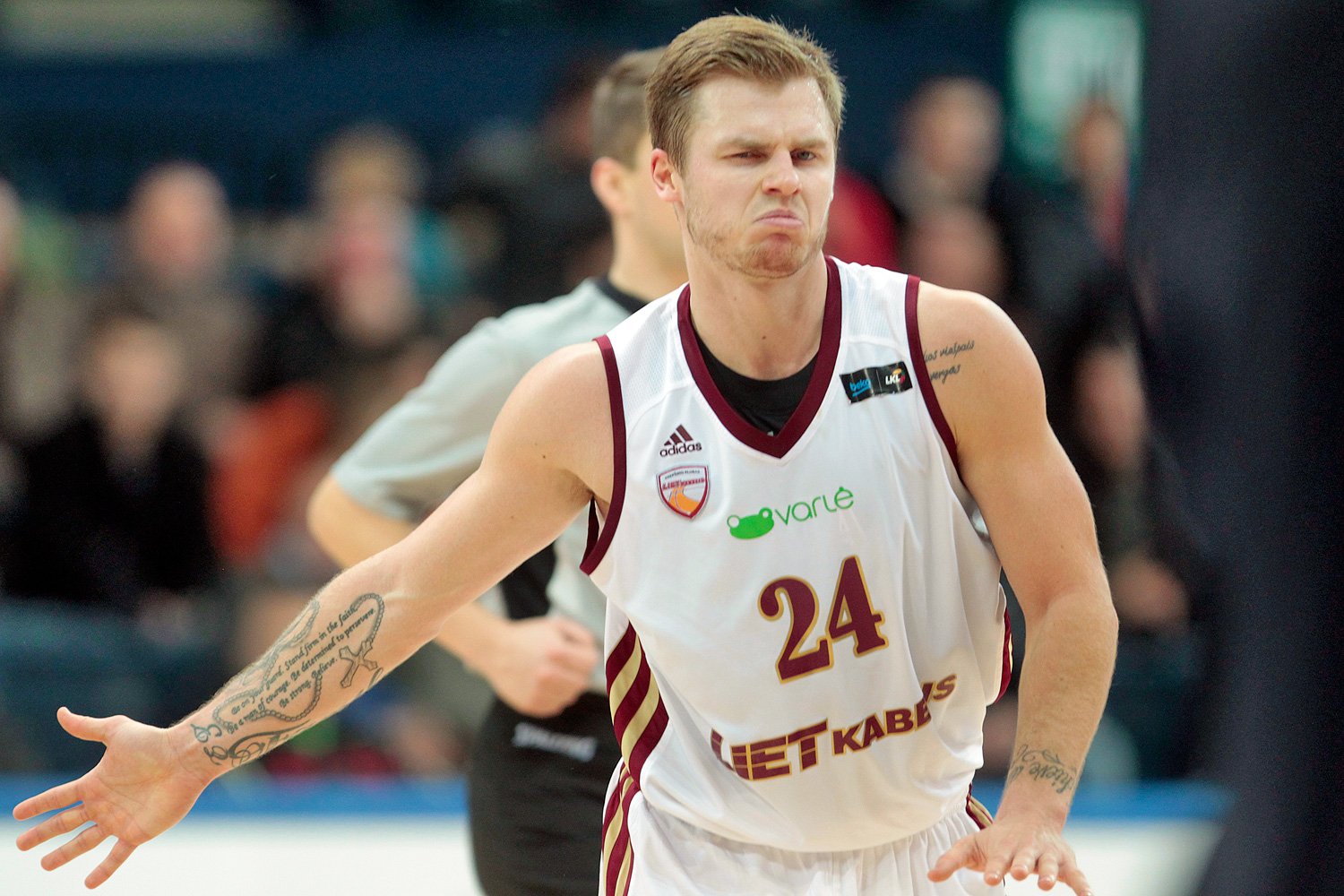
Evaldas Žabas nomeado ao LKL All-Star em 2015.

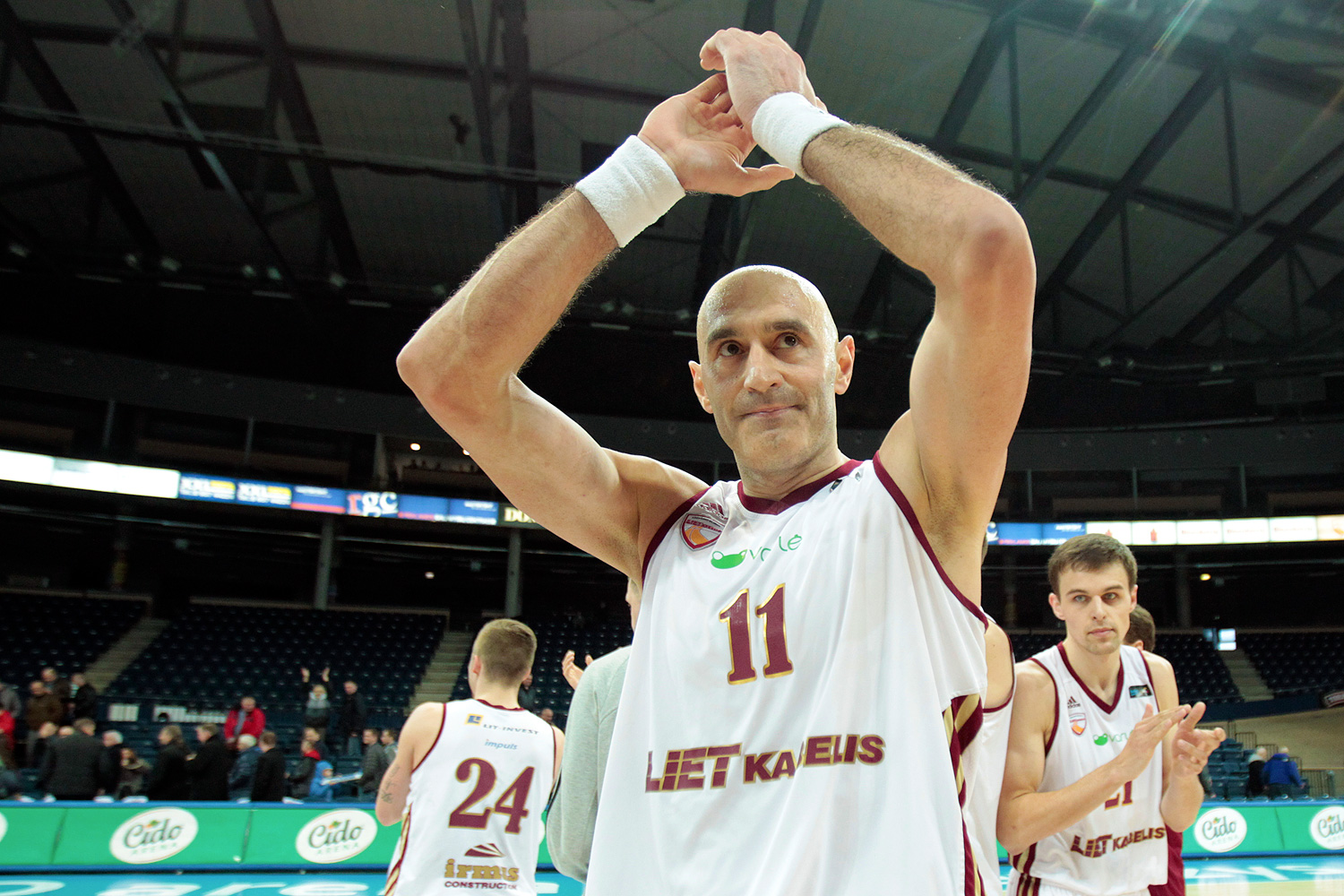
Jurica Žuža anteriormente jogou pelo Panathinaikos.

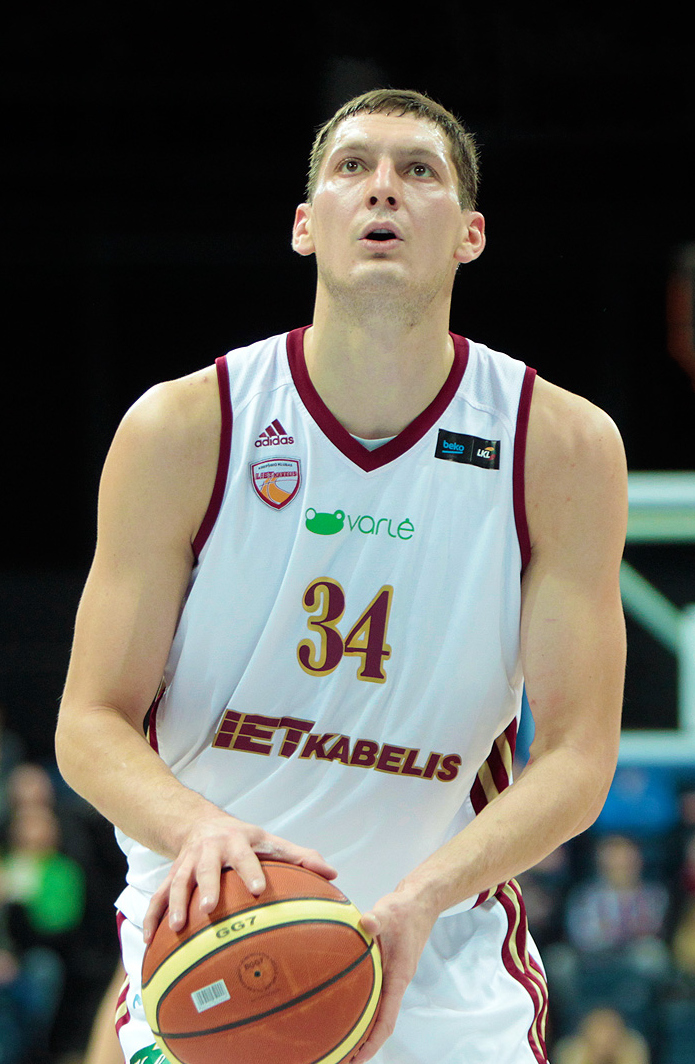
Egidijus Dimša foi um dos líderes do Lietkabelis em 2015.

| Temporada | Liga | Pos. | Pós Temporada     | Liga Báltica      | Pos.   | Copa LKF          | Competições Europeias    |
| --------- | ---- | ---- | ----------------- | ----------------- | ------ | ----------------- | ------------------------ |
| 1993–94   | LKL  | 9    | –                 | –                 | –      | –                 | –                        |
| 1994–95   | LKL  | 9    | –                 | –                 | –      | –                 | –                        |
| 1995–96   | LKL  | 10   | –                 | –                 | –      | –                 | –                        |
| 1996–97   | LKL  | 9    | –                 | –                 | –      | –                 | –                        |
| 1997–98   | LKL  | 10   | –                 | –                 | –      | –                 | –                        |
| 1998–99   | LKL  | 6    | Quartas de Final  | –                 | –      | –                 | –                        |
| 1999–00   | LKL  | 6    | Quartas de Final  | –                 | –      | –                 | 3 Copa Korać             |
| 2000–01   | LKL  | 7    | Quartas de Final  | –                 | –      | –                 | –                        |
| 2001–02   | LKL  | 9    | –                 | –                 | –      | –                 | –                        |
| 2002–03   | LKL  | 9    | –                 | –                 | –      | –                 | –                        |
| 2003–04   | LKL  | 7    | Quartas de Final  | –                 | –      | –                 | –                        |
| 2004–05   | LKL  | 8    | Quartas de Final  | Challenge Cup     | 1      | –                 | –                        |
| 2005–06   | LKL  | 7    | Quartas de Final  | Elite Division    | 11     | –                 | –                        |
| 2006–07   | LKL  | 5    | Quartas de Final  | Challenge Cup     | 11     | –                 | –                        |
| 2007–08   | LKL  | 9    | –                 | Challenge Cup     | 4      | –                 | –                        |
| 2008–09   | LKL  | 9    | –                 | Challenge Cup     | 7      | Oitavas de Final  | –                        |
| 2009–10   | LKL  | 6    | Quartas de Final  | Challenge Cup     | 3      | –                 | –                        |
| 2010–11   | LKL  | 6    | Quartas de Final  | Challenge Cup     | 3      | Segunda Fase      | –                        |
| 2011–12   | LKL  | 11   | –                 | Challenge Cup     | 1      | Desistiu          | –                        |
| 2012–13   | LKL  | 9    | –                 | Top 16            | Top 16 | Quartas de Final  | –                        |
| 2013–14   | LKL  | 9    | –                 | Top 16            | Top 16 | Quarta Fase       | –                        |
| 2014–15   | LKL  | 8    | Quartas de Final  | Quartas de Final  |        | Quartas de Final  | –                        |
| 2015-16   | LKL  | 7    | Quartas de Final  | Terceiro Colocado |        |                   |                          |
| 2016-17   | LKL  | 2    | Finalista         |                   |        | Finalista         | 2 Eurocopa - Top 16      |
| 2017-18   | LKL  | 4    | Semifinalista     |                   |        | Medalha de Bronze | 2 Eurocopa - Top 16      |
| 2018-19   | LKL  | 4    | Semifinalista     |                   |        | Medalha de Bronze | 3 Liga dos Campeões - TR |
| 2019-20   | LKL  | 3    |                   |                   |        | Medalha de Bronze | 3 Liga dos Campeões - OF |
| 2020-21   | LKL  | 3    | Medalha de Bronze |                   |        | Medalha de Prata  | 2 EuroCopa - TR          |
| 2021-22   | LKL  | 3    | finalista         |                   |        | Medalha de Prata  | 2 EuroCopa - OF          |
| 2022-23   | LKL  | 3    | Medalha de Bronze |                   |        | Medalha de Bronze | 2 EuroCopa - OF          |
| 2023-24   | LKL  | 3    | Medalha de Bronze |                   |        | Finalista         | 2 EuroCopa - TR          |
| 2024-25   | LKL  | 3    | Medalha de Bronze |                   |        | Medalha de Bronze | 2 EuroCopa - TR          |